# Салькин
Салькин (араб. سلقين‎) — город на северо-западе Сирии, расположенный на территории мухафазы Идлиб. Входит в состав района Харим.

## География
Город находится в северо-западной части мухафазы, вблизи границы с Турцией, на высоте 459 метров над уровнем моря.

Салькин расположен на расстоянии приблизительно 26 километров к северо-западу от Идлиба, административного центра провинции и на расстоянии 287 километров к северу от Дамаска, столицы страны.

## История
Во время войны в Сирии в городе располагалась штаб-квартира террористов «Джебхат ан-Нусры» (Джебхат Фатах аш-Шам).

## Население
По данным переписи 2004 года численность населения города составляла 23 700 человек.